# La frontera (film)
La frontera è un film del 1991 diretto da Ricardo Larraín.